# خورداو ديوغو
خورداو ديوغو (بالبرتغالية: Jordão Diogo‏) هو لاعب كرة قدم برتغالي في مركز الدفاع، ولد في 12 نوفمبر 1985 في لشبونة في البرتغال. شارك مع منتخب ساو توميه وبرينسيب لكرة القدم. أما مع النوادي، فقد لعب مع ألفيركا وفيتوريا سيتوبال وناتدبيرنوفيلاغ ريكيافيكور ونادي تشيلمسفورد ونادي ليويس.

## وصلات خارجية
- خورداو ديوغو على موقع قاعدة بيانات كرة القدم.إي يو (الإنجليزية)
- خورداو ديوغو على موقع ناشيونال فوتبول تيمز (الإنجليزية)
- خورداو ديوغو على موقع Soccerway.com (الإنجليزية)